# Aporá
Aporá là một đô thị thuộc bang Bahia, Brasil. Đô thị này có diện tích 572,23 km², dân số năm 2007 là 17748 người, mật độ 31,02 người/km².